# Jorge Marcos de Oliveira
Dom Jorge Marcos de Oliveira (Rio de Janeiro, 10 de novembro de 1915 — Santo André, 28 de maio de 1989) foi, em 1954, o primeiro bispo da  Diocese de Santo André, no Estado de São Paulo.

## Biografia
Filho de Carlos José de Oliveira e Angelina Rufo, uma família de boas condições econômicas do Rio de Janeiro. Foi cunhado do general Eurico Gaspar Dutra, presidente da República após a queda de Getúlio Vargas, em 1945. D. Jorge ingressou no Seminário Menor em 1929, aos 14 anos, no Rio de Janeiro.
Ao atingir a etapa do Seminário Maior, veio vivenciá-la em São Paulo, no antigo Seminário Central do Ipiranga. Tendo recebido as ordens menores no decorrer de 1940, aos 8 de dezembro do mesmo ano – portanto, com 25 anos de idade – D. Jorge é ordenado presbítero para a Arquidiocese de São Sebastião do Rio de Janeiro. Em seguida, exerce os encargos de Professor no Seminário arquidiocesano e Capelão em ambientes de recuperação moral; além disso, desempenha também a função de Assistente da Juventude Católica Independente e Universitária do Rio de Janeiro.
Em maio de 1946, o Papa Pio XII nomeia-o para o episcopado, para o qual é sagrado em outubro do mesmo ano, fazendo-o o bispo mais jovem do mundo à época, com 31 anos. Nos oito anos seguintes, exerceu o pastoreio como Auxiliar da Arquidiocese, junto com Dom Helder Câmara, mais tarde arcebispo de Olinda e Recife. Era arcebispo do Rio de Janeiro Dom Jaime de Barros Câmara.
Nesse período, viajou à Espanha e Itália, por duas ocasiões, representando a Juventude Católica Brasileira no seu congresso. Ligado a questões sociais, trabalhou em 40 favelas do Rio de Janeiro, permanecendo para isso 8 dias completos em cada uma.
Também inclinado à questão vocacional, exerceu o encargo de Diretor Nacional das Vocações Sacerdotais por 3 anos.
Com a criação da Diocese de Santo André (SP), através da bula Archidiocoesis Sancti Pauli, que desmembrava seu território da Arquidiocese paulistana, D. Jorge foi eleito seu primeiro bispo, chegando ao bispado em 22 de julho de 1954, e tomando posse aos 12 de setembro de 1954, na presença do Cardeal Adeodato Giovanni Piazza, legado papal para a ocasião.
Visando à assistência social dos mais necessitados, funda dois anos após sua chegada a Associação Lar Menino Jesus, inicialmente em regime de internato, adaptada em 1969 para semi-internato.
Sensibilizou-se com a questão do trabalho, numa região industrial em que os operários sofriam com as difíceis condições de trabalho. Acompanhou paralisações e procurou assistir os trabalhadores da região. Em maio de 1960, foi um dos fundadores da Frente Nacional do Trabalho(FNT), organização parassindical orientada pelos princípios da Doutrina Social da Igreja.
Dom Jorge Marcos foi um dos sete bispos brasileiros que assinaram o documento de 40 padres, em Roma, poucos dias antes do encerramento do Concílio Vaticano II, em 1965, conhecido como Pacto das Catacumbas, um manifesto que proclama a opção preferencial pelos pobres, origem da Teologia da Libertação. 
Em 1971, trabalhou na fundação da FEASA (Federação das Entidades Assistenciais de Santo André), chegando integrar posteriormente a diretoria como presidente.
Seu episcopado durou 21 anos, nos quais erigiu 58 paróquias, até a renúncia por motivo de saúde, em 1975. Foi sucedido por seu bispo auxiliar, Dom Cláudio Hummes, OFM, mais tarde arcebispo de Fortaleza e, elevado a cardeal, arcebispo de São Paulo.
Continuou à frente da Associação Lar Menino Jesus e permanecia à disposição do bispo diocesano para celebrações, visitas e demais eventos na Diocese. Além disso, recebeu a cura de uma capela na periferia da Diocese, onde celebrava aos domingos e atendia espiritualmente hospitais da região.
Faleceu aos 28 de maio de 1989, após ter celebrado pela última vez a Santa Missa na Capela São José (atual Paróquia São José de Mauá, onde se preserva o local da primitiva capela em honra a D. Jorge).
Seu jazigo encontra-se na Catedral diocesana de N. Sª. do Carmo, junto ao altar lateral de São José.